# 高显镇
高显镇，是中华人民共和国山西省临汾市曲沃县下辖的一个乡镇级行政单位。

## 历史
北朝北齐、北周战地。《周书·齐炀王传》记载“高祖东辕，至于高显。”《周书·越野王盛传》：建德五年，“大军又东讨，盛率所领拔齐高显等数城”。《北周地理志》绛州正平郡：曲沃县有高显戍。《资治通鉴》：南朝陈太建八年，“周主至高显，遣齐王帅所部先向平阳”。

## 行政区划
高显镇下辖以下地区：
高显村、北白集村、林节村、靳家村、常家村、段家村、西白集村、西上官村、高阳村、汾阴村、安居村、荀王村、郑村、安泉村、神泉村、西许村、东许村、上太许村、下太许村、南太许村和张庄村。